# Gnorimosphaeroma anchialos
Gnorimosphaeroma anchialos is een pissebed uit de familie Sphaeromatidae. De wetenschappelijke naam van de soort is voor het eerst geldig gepubliceerd in 1993 door Jang & Kwon.